# Atrazina
A atrazina é um herbicida de tipo triazina, usado em plantações de milho, cana-de-açúcar e sorgo para o controle de ervas daninhas. Herbicida antigo, é ainda empregue devido ao seu baixo custo e porque atua em sinergia quando utilizado com outros herbicidas. É um inibidor do fotossistema II translocando somente via xilema.
Estudo publicado em 2010 pela Proceedings of the National Academy of Sciences revelaram que este composto pode mudar o sexo de rãs. Estudos realizados revelaram que os mesmos químicos possivelmente poderiam alterar a sexualidade de humanos na fase de gestação.